# لويز جرينبرج
لويز جرينبرج (بالفرنسية: Louise Grinberg)‏ هي ممثلة فرنسية، ولدت في 1993 بباريس في فرنسا.

## أعمال

### أفلام
- (2008) الصف[4][5][6]

## وصلات خارجية
- لويز جرينبرج على موقع IMDb (الإنجليزية)
- لويز جرينبرج على موقع ألو سيني (الفرنسية)
- لويز جرينبرج على موقع أول موفي (الإنجليزية)
- لويز جرينبرج على موقع قاعدة بيانات الأفلام السويدية (السويدية)
- لويز جرينبرج على موقع قاعدة بيانات الفيلم (الإنجليزية)
- لويز جرينبرج على موقع كينوبويسك (الروسية)